# Lamberto Baldi
Lamberto Baldi (Orvieto, 1895 — Montevideo, 1979) foi um regente italiano.

## Da Itália ao Brasil
Lamberto Baldi estudou em Florença com Ildebrando Pizzetti. Veio a São Paulo como regente de uma companhia de ópera italiana que fazia uma temporada lírica na cidade.
Em 1926 transferiu-se definitivamente para a cidade, trabalhando como regente e professor. Regeu vários concertos da Sociedade de Concertos Sinfônicos, e foi diretor musical da Sociedade Rádio Educadora Paulista. Quando, por uma dissidência da Sociedade de Concertos Sinfônicos surgiu a Sociedade Sinfônica de São Paulo, tornou-se seu regente titular. Sua atuação como regente e professor em São Paulo recebeu muitos elogios de Mário de Andrade que à época era crítico do jornal Diário Nacional.
Durante o período que residiu em São Paulo, Lamberto Baldi foi professor do então jovem pianista Camargo Guarnieri, ensinando-lhe harmonia, contraponto, orquestração e regência. Guarnieri considerava o maestro sua principal referência musical.
Em 1932 Lamberto Baldi transferiu-se para Montevidéu, para assumir o cargo de regente da Orquestra Sinfônica do Serviço Oficial de Difusão Rádio Elétrica (SODRE). Sua saída foi lamentada por Mário de Andrade no jornal.

## Montevidéu e além
Em Montevidéu Lamberto Baldi residiu até o fim da vida, tendo atuação destacada na vida musical da cidade. O posto de regente fixo da Orquestra do SODRE foi mantido entre 1932 e 1942 e novamente entre 1951 e 1953. 
Entre 1947 e 1949 foi regente titular da Orquestra Sinfônica Municipal de Buenos Aires (atual Orquestra Filarmônica de Buenos Aires), da qual foi fundador. Na capital argentina atuou também no Teatro Colón e na Sociedade Wagneriana. 
Entre 1949 e 1951 foi regente titular da Orquestra Sinfônica Brasileira, que voltou a reger várias vezes como convidado na década de 1950. 
Em 1962 fundou a Orquestra Gulbenkian em Lisboa.
Na América do sul ficou conhecido principalmente como divulgador da música moderna europeia, notadamente o modernismo francês e italiano. Foi responsável pela estreia de várias obras.
Além de Camargo Guarnieri no Brasil, teve entre seus alunos mais destacados o compositor uruguaio Héctor Tosar.